# Fritillaire russe
Fritillaria ruthenica
Espèce
Fritillaria ruthenica (fritillaire ruthène, ou fritillaire russe) est une espèce de plante à fleurs du genre Fritillaria (les fritillaires) que l'on trouve au nord des Balkans, en Russie européenne, en Sibérie occidentale et en Ciscaucasie. Elle a été décrite par Johan Emanuel Wikström. Elle apprécie les prairies non loin d'une rivière, ainsi que les sols pierreux.

## Synonymes
- Corona leucantha Fisch. ex Graham
- Fritillaria heterophylla Sol. ex Baker

## Description

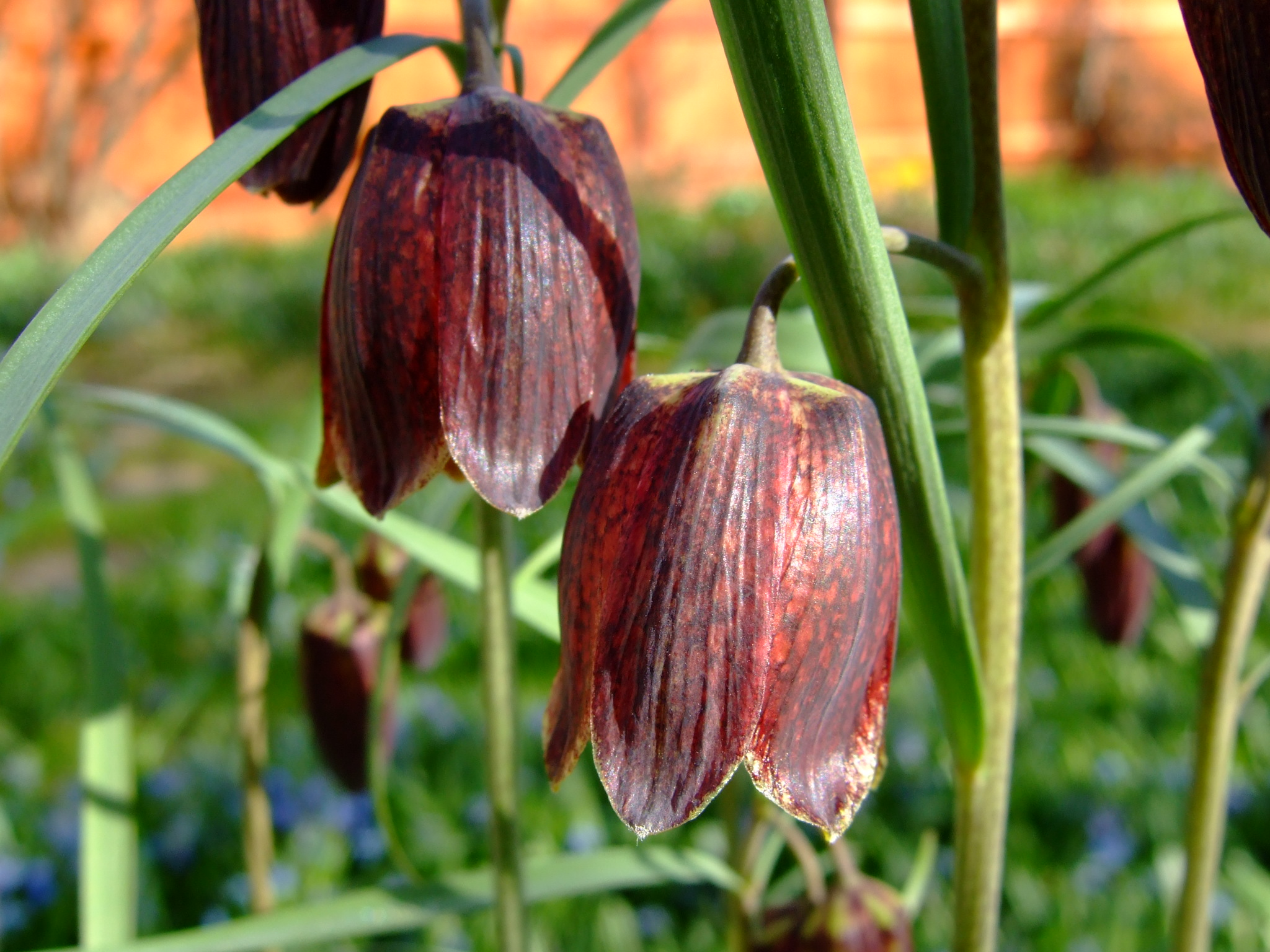
Fleurs de fritillaire russe.

La tige de la fritillaire russe mesure de 20 à 50 cm de hauteur. Elle est fine, glabre et nue. Ses feuilles sont pointues et mesurent entre 6 et 9 cm de longueur et entre 3 et 5 mm de largeur avec le bout légèrement en spirale. Les fleurs sont réunies par groupe d'une à cinq inflorescences en haut de la tige de manière légèrement botryoïdale. Elles sont campanulées et légèrement pendantes, de couleur rouge foncé tirant sur le bordeaux et jaunâtres à l'intérieur. Les six tépales sont légèrement à damiers sombres. Les pédicelles sont plus courts que les périanthes, les carpelles plus longs que les étamines et divisés en trois stygmes. La capsule mesure environ 3,5 cm de longueur et 1,8 cm maximum de largeur.
La fritillaire russe fleurit en avril-mai.